# High School Musical 2: Non-Stop Dance Party
«Классный Мюзикл: Каникулы»: Непрекращающаяся танцевальная вечеринка (англ. High School Musical 2: Non-Stop Dance Party) – альбом с ремиксами из саундтрека Классный Мюзикл: Каникулы. Первым он был выпущен в Великобритании и Южной Азии 24 декабря 2007 года. Полностью альбом был доступен для прослушивания на Disney X D UK с 21 по 23 декабря, за день, до того как альбом был выпущен. На все треки были сделаны ремиксы Джейсоном Невисом. Клипы были выпущены на Disney Channel для Bet On It и Fabulous.

## Список композиций
| №   | Название                                  | Записывающий артист(ы)             | Длительность |
| --- | ----------------------------------------- | ---------------------------------- | ------------ |
| 1.  | «What Time Is It?»                        | Актёры "Классный Мюзикл: Каникулы" | 3:56         |
| 2.  | «I Don't Dance»                           | Корбин Блю, Лукас Грейбил          | 3:58         |
| 3.  | «Gotta Go My Own Way»                     | Зак Эфрон, Ванесса Хадженс         | 2:56         |
| 4.  | «You Are the Music in Me»                 | Зак Эфрон, Ванесса Хадженс         | 3:09         |
| 5.  | «Work This Out»                           | Актёры "Классный Мюзикл: Каникулы" | 2:58         |
| 6.  | «Everyday»                                | Зак Эфрон, Ванесса Хадженс         | 4:48         |
| 7.  | «Fabulous»                                | Эшли Тисдейл, Лукас Грейбил        | 3:27         |
| 8.  | «Bet on It»                               | Зак Эфрон                          | 3:51         |
| 9.  | «All for One»                             | Актёры "Классный Мюзикл: Каникулы" | 4:36         |
| 10. | «You Are the Music in Me» (Версия Шарпей) | Эшли Тисдейл, Зак Эфрон            | 3:31         |
| 11. | «Humuhumu-Nukunukuapua'a»                 | Эшли Тисдейл, Лукас Грейбил        | 3:11         |
| 12. | «The Megamix»                             | High School Musical 2 cast         | 5:27         |

ПРИМЕЧАНИЕ: На все песни сделал ремиксы Джейсон Невис.

### Подробности о бонусе
1. "Around The World Video Mix" – 6:21
2. Slideshow
3. Printable Party Invitations

## Бонус Видео Версия iTunes
Все одиннадцать треков со Стандартного Выпуска.

Бонус Треки:
| №   | Название                                             | Длительность |
| --- | ---------------------------------------------------- | ------------ |
| 12. | «High School Musical 2 – The Megamix (Full Version)» | 5:27         |
| 13. | «High School Musical 2 Around the World Video Mix»   | 6:21         |

## Появление в чарте
Альбом дебютировал 68 номером в американском чарте Billboard 200, продав около 22,000 копий на первой неделе и 25,000 копий в Бразилии.

### Чарты
| Чарт (2008)                                  | Наивысшая позиция |
| -------------------------------------------- | ----------------- |
| U.S. Billboard 200                           | 52                |
| Американский Billboard Top Electronic Albums | 9                 |